# Săliște (Sibiu)

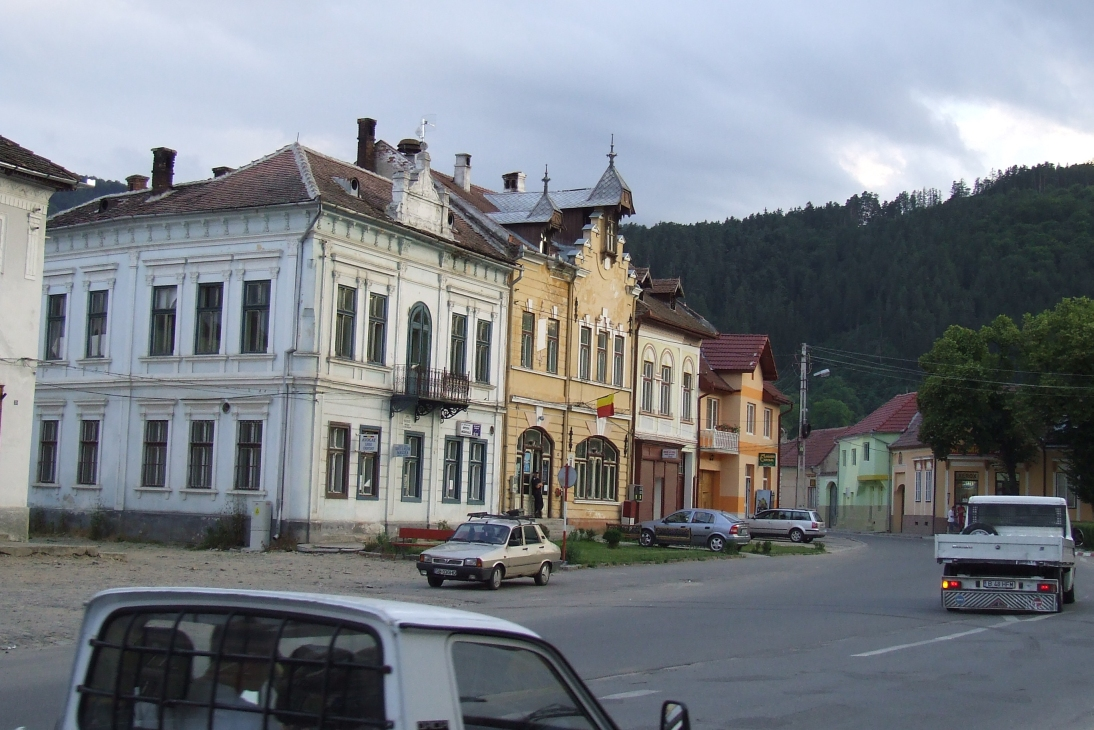
Săliște

Săliște (deutsch Selischte oder Großendorf, ungarisch Szelistye) ist eine Kleinstadt im Kreis Sibiu in der Region Siebenbürgen in Rumänien.

## Lage
Săliște befindet sich etwa 20 Kilometer westlich von der Kreishauptstadt Sibiu (Hermannstadt) entfernt. Im Jahr 2004 wurde die zentrale Ortschaft der Mărginimea Sibiului zur Stadt erhoben.

## Politik
Bürgermeister ist der National-Liberale Horațiu Dumitru Răcuciu. Săliște hat 2024 15 Ratsmitglieder, davon gehören zehn der PNL (Nationale Liberale Partei) und fünf der PSD (Sozialdemokratische Partei)an.

## Bedeutende Persönlichkeiten aus Săliște
- Ioan Lupaș (1850–1967), Historiker, Politiker und 1916 Mitglied der Rumänischen Akademie[3]
- Onisifor Ghibu (1883–1972), Pädagoge, war 1919 korrespondierendes Mitglied der Rumänischen Akademie[4]